# Teodor Augustyn
Teodor Piotr Augustyn, ps. „Tadeusz Twardowski” (ur. 17 kwietnia 1895 w Rozbarku, zm. 6 listopada 1963) – uczestnik powstań śląskich, więzień Montelupich w Krakowie, KL Auschwitz nr 6164, KL Mauthausen nr 117524, podobozu Melk i Ebensee.

## Życiorys
Ukończył niemiecką szkołę powszechną. W młodości pracował w górnictwie, później w hutnictwie. W 1915 r. został powołany do armii niemieckiej. Został dwukrotnie ranny, skutkiem czego zwolniono go z wojska w 1917 r. i wrócił do pracy w przemyśle. W 1919 r. był organizatorem POW Górnego Śląska w Rozbarku i Bytomiu, w miejscowościach tych organizował oddziały bojowe. Brał udział we wszystkich trzech powstaniach śląskich. Po pierwszym powstaniu, przy pomocy konfidentów, prowadził wywiad, używając pseudonimu Tadeusz Twardowski. Był członkiem Towarzystwa Gimnastycznego „Sokół”. Należał do kierownictwa Polskiego Komisariatu Plebiscytowego na powiat bytomski.
W okresie od 1 marca do 15 czerwca 1922 r. pracował w PCK w Katowicach w charakterze rewizora. Po plebiscycie zamieszkał w Rybniku. Od 16 czerwca 1922 r. został zarządcą Zakładu Psychiatrycznego w Rybniku.
Odbył ćwiczenia rezerwy w Grudziądzu. 16 maja 1930 prezydent RP mianował go podporucznikiem w rezerwie ze starszeństwem z 1 września 1929 i 65. lokatą w korpusie oficerów piechoty, a minister spraw wojskowych wcielił do 4 pułku strzelców podhalańskich w Cieszynie. W 1934, jako oficer rezerwy pozostawał w ewidencji Powiatowej Komendy Uzupełnień Tarnowskie Góry. Posiadał przydział w rezerwie do 74 pułku piechoty w Lublińcu.
W 1930 został służbowo przeniesiony do Zakładu Psychiatrycznego w Lublińcu, gdzie jako zarządca pracował od 1 kwietnia 1930 do 1 lipca 1937 r. Następnie ponownie przeniesiono go do Rybnika gdzie pracował jako zarządca do ostatnich dni sierpnia 1939 r.
We wrześniu 1939 r., opuścił Rybnik, przebywał w Podhajcach, Lublinie i Lwowie, a następnie ukrywał się w Krakowie. Dnia 2 października 1940 r. został aresztowany i przebywał w więzieniu na Montelupich, a stamtąd 9 listopada 1940 r. zbiorowym transportem przekazany został do niemieckiego obozu koncentracyjnego Auschwitz i zarejestrowany jako więzień nr 6164. W styczniu 1945 r. przeniesiony do KL Mauthausen i zarejestrowany jako więzień nr 117524. Stamtąd przeniesiono go do podobozu Melk i Ebensee. Przeżył obóz.
Wrócił do Rybnika i uczestniczył w odbudowie Zakładu Psychiatrycznego ze zniszczeń wojennych. Na przełomie lat 1945–1946 przeniesiony do szpitala w Branicach na stanowisko kierownika administracji. W 1947 r. wrócił do Rybnika i pracował w Szpitalu Psychiatrycznym do 1962 r. Był członkiem Zarządu Miejskiego Związku Powstańców Śląskich, a następnie Związku Bojowników o Wolność i Demokrację.
Zmarł 6 listopada 1963. Pochowany na cmentarzu parafii Matki Bożej Bolesnej w Rybniku (sektor 4-0-4-3).

## Ordery i odznaczenia
- Krzyż Niepodległości (16 marca 1937)[5]
- Krzyż Kawalerski Orderu Odrodzenia Polski
- Złoty Krzyż Zasługi (dwukrotnie: po raz pierwszy 24 kwietnia 1946[6])
- Śląski Krzyż Powstańczy